# NGC 605
NGC 605 is een lensvormig sterrenstelsel in het sterrenbeeld Andromeda. Het hemelobject werd op 21 oktober 1881 ontdekt door de Franse astronoom Édouard Jean-Marie Stephan.

## Synoniemen
- PGC 5891
- UGC 1128
- MCG 7-4-4
- ZWG 537.14